# Xysticus wunderlichi
Xysticus wunderlichi är en spindelart som beskrevs av Logunov, Marusik och Trilikauskas 200. Xysticus wunderlichi ingår i släktet Xysticus och familjen krabbspindlar. Inga underarter finns listade i Catalogue of Life.